# Мажит Гафури (къща музей)
Мемориална къща музей Мажит Гафури (на башкирски: Мәжит Ғафуриҙың мемориаль йорт-музейы), е културно-историческа институция в град Уфа, Башкортостан, музей представящ живота и творчеството на писателя, народния поет на Башкортостан Мажит Гафури (1880 – 1934).

## История
Мемориалната къща музей на Мажит Гафури е един от първите литературни музеи в Русия и в Република Башкортостан, организирани след Октомврийската революция. Музеят е основан и открит през януари 1948 г., 14 години след смъртта на поета. Мажит Гафури е живял в тази къща със семейството си от 1923 до 1934 година.
Сградата на музея е архитектурен паметник от 19 век. По време на Втората световна война в тази сграда се помещава редакцията на украинския вестник „Култура и живот“.
Мемориалната къща музей на Мажит Гафури е клон на Националния литературен музей на Държавния институт за култура и изкуство на Република Башкортостан.

## Експозиция
Основната експозиция разказва за живота и творчеството на националния поет на Башкирия Мажит Гафури. В къщата са запазени не само ръкописите и документите, принадлежащи на литературната фигура, но и обзавеждането, детайлите от интериора на къщата от началото на 20 век. Музейните фондове съдържат мемориални вещи, ръкописи, принадлежали на Мажит Гафури.
Три от общо шестте зали на музея, дневната, спалнята и кабинета, пресъздават точно интериора и обзавеждането на стаите, в които е живял Габделмажит Нурганиевич. Останалите три съдържат изложение за живота и творчеството на поета във всичките му подробности.
- Външен изглед
- Работно писалище в кабинета
- Дневна
- Спалня
- Експозиция
- Експозиция
- Експозиция
- Експозиция
- Паспорт на Мажит Гафури
- Паспорт с подпис
- Писателите Азат Магазов и Гузал Ситдикова с работници на музея

През 2018 г. е направен специален печат, посветен на Мемориалната къща-музей Маджид Гафури, който е включен в пощенската услуга в Башкортостан. Направен е по инициатива на Башкортостанския клон на руските пощи и е посветен на 70-годишнината на къщата музей. Картината изобразява къщата с надпис „Къща-музей Маджид Гафури“